# Casa Julià (Cadaqués)
Casa Julià és una casa del municipi de Cadaqués (Alt Empordà) inclosa en l'Inventari del Patrimoni Arquitectònic de Catalunya.

## Descripció
Situada al sud-oest del nucli urbà de la població de Cadaqués, al final del carrer Verge de Montserrat, el qual no té sortida.
Edifici de planta pentagonal irregular, format per una sola planta baixa, amb la coberta de teula àrab a cinc vessants, adaptada a la seva planta. Presenta un alt basament o sòcol de llosa de pissarra vista, referència a l'arquitectura popular de la zona. La distribució és oberta, amb un porxo perimetral exterior. Presenta àmplies obertures rectangulars que ocupen tota l'alçada de les façanes, amb espais destinats a terrassa amb barana molt transparent. L'interior s'organitza en espais radials de dimensions diverses a l'entorn del rebedor. Pel seu volum i llenguatge, i per l'estructuració horitzontal, l'edifici s'integra perfectament en el paisatge circumdant.
La resta de la construcció es troba arrebossada i pintada de color blanc.

## Història
Federico Correa i Alfonso Milà formen part d'aquella generació, situada entre les grans figures del Moviment Modern a Catalunya. La seva obra és un reflex de com han interpretat l'herència arquitectònica dels grans mestres de l'arquitectura catalana amb els quals varen estar en contacte i, per tant, ens dona una idea de com s'ha produït l'evolució de l'arquitectura catalana fins als nostres dies. De la seva trajectòria professional com arquitectes, destaquen edificis com la Torre Atalaya, la reforma de la Plaça Reial o l'Estadi Olímpic de Barcelona, però també s'ha de destacar la seva vessant d'interioristes, amb projectes com el restaurant Flash-Flash, el restaurant Il Giardinetto o les botigues Furest de Barcelona, tots ells punts de referència a la història de l'interiorisme català.